# Philocheras intermedius
Philocheras intermedius is een garnalensoort uit de familie van de Crangonidae. De wetenschappelijke naam van de soort is voor het eerst geldig gepubliceerd in 1863 door Spence Bate.